# Stazione di Motokaji
La stazione di Motokaji (元加治駅?, Motokaji-eki) è una stazione ferroviaria della città di Iruma, situata nella prefettura di Saitama, in Giappone. La stazione è servita dalla linea Seibu Ikebukuro delle Ferrovie Seibu.

## Linee
Ferrovie Seibu
● Linea Seibu Ikebukuro

## Struttura
La stazione possiede un marciapiede a isola con due binari passanti in superficie. Il marciapiede è collegato al fabbricato da un passaggio sopraelevato, dotato di ascensori. 
| 1 | ● Linea Seibu Ikebukuro | per Tokorozawa, Nerima, Ikebukuro e - Shin-Kiba via Linea Yūrakuchō - Shibuya via Linea Fukutoshin (prosecuzione per Yokohama via linea Tōkyū Tōyoko) |
| 2 | ● Linea Seibu Ikebukuro | per Hannō e Seibu-Chichibu (esp. limitati) |

## Stazioni adiacenti
| «                           | Servizio                                               | »                     |
| Linea Seibu Ikebukuro       | Linea Seibu Ikebukuro                                  | Linea Seibu Ikebukuro |
| --------------------------- | ------------------------------------------------------ | --------------------- |
| Bushi                       | Locale Semiespresso Rapido Espresso pendolari Espresso | Hannō                 |
| L'Espresso Rapido non ferma |                                                        |                       |